# Ettore Ovazza
Ettore Ovazza (* 21. März 1892 in Turin; † 11. Oktober 1943 in Intra) war ein Turiner Bankier und Unternehmer.

## Leben
Sein Vater, Ernesto Ovazza, ein assimilierter Jude, kämpfte im Ersten Weltkrieg als Leutnant der Artillerie in der Schlacht von Karfreit.
Ettore Ovazza nahm 1922 mit anderen Schwarzhemden am Marsch auf Rom teil. Er war eines der ersten Mitglieder des Partito Nazionale Fascista. Jude und zugleich Faschist zu sein, war im Italien der 1920er Jahre gar nicht so selten, da der italienische Faschismus zunächst keinen so ausgeprägten Antisemitismus aufwies wie der deutsche Nationalsozialismus. Selbst unter den Gründern der faschistischen Partei gab es Juden.
In der jüdischen Gemeinde von Turin arbeitete Ovazza darauf hin, die maßgeblichen Funktionen mit Unterstützern des Faschismus zu besetzen. 1929 traf er den „Duce“ und war begeistert. Ab 1934 gab Ovazza die Zeitung La Nostra Bandiera heraus, welche Juden dazu aufrief, die Regierung von Benito Mussolini zu unterstützen, an italienisch-jüdische Helden des Ersten Weltkriegs erinnerte und antizionistisch agitierte. Zum Äthiopienkrieg meldete er sich als Freiwilliger, wurde aber nicht eingezogen. 1935 wurde er für sein Engagement für die Kolonie Libyen geehrt. 1936 durfte er als Ehrenwache an der Grabstätte des Hauses Savoyen in der Superga in Turin stehen.
Die Lage änderte sich jedoch schnell, als 1938 die italienischen Rassengesetze (leggi razziali) in Kraft traten. Juden wurde es verboten, nichtjüdische Italiener zu heiraten, ihre Kinder in staatliche Schulen zu schicken, nichtjüdische Bedienstete zu beschäftigen und in die Armee einzutreten. Die Anzahl der Beschäftigten von Betrieben im Eigentum von Juden wurde auf 100 beschränkt, Eigentum an Land und Immobilien untersagt. In der Folge wurde Ovazza von seiner Bank entlassen und aus der faschistischen Partei ausgeschlossen. Sein Bruder wurde aus der Armee ausgestoßen. 1939 wurden die Juden von allen Berufen ausgeschlossen. Schilder in den Cafés von Turin wiesen Juden ab. Jüdische Organisationen wurden aufgelöst, viele Juden konvertierten zum Katholizismus oder wanderten aus.

## Die Ermordung der Familie Ovazza

### Vorgeschichte
Am 8. September 1943 und den folgenden Tagen hatten deutsche Soldaten Italien besetzt, nachdem die Italiener aus dem deutsch-italienischen Bündnis ausgeschert waren und am 8. September einen Waffenstillstand mit den Alliierten abgeschlossen hatten. Schon einige Tage danach hatte die SS angefangen, die Juden in Italien zu ermorden. Die ersten Massenmorde an Juden in diesem Land, nämlich die Massaker vom Lago Maggiore, hatten schon ab dem 15. September Angehörige mehrerer Kompanien des 1. Bataillons des 2. Regiments der Leibstandarte der SS Adolf Hitler verübt, die am Westufer des Lago Maggiore stationiert waren.

### Der Mord
Kurze Zeit später – Anfang Oktober – hielten sich der 51-jährige Ettore Ovazza, seine 41-jährige Frau Nella, ihr zwanzigjähriger Sohn Riccardo und ihre fünfzehnjährige Tochter Elena im Hotel Lyskamm in St. Jean in Val Gressoney im Aostatal auf. Sie hatten vorher ihre Besitztümer verkauft und wollten mit verbliebenem Schmuck und Bargeld in den Kanton Wallis in der Schweiz fliehen. Riccardo schloss sich mit einigen Wertsachen einer Gruppe kroatischer Flüchtlinge an und versuchte, als erster der Familie in die Schweiz zu gelangen. Er wurde aber von der Schweizer Grenzpolizei abgefangen. Man brachte ihn nach Brig und setzte ihn in den Zug nach Italien. Als der Schnellzug am nächsten Bahnhof, dem italienischen Domodossola im Val d’Ossola, in der Nähe des Standortes der SS-Kompanien hielt, griff die Geheime Feldpolizei Riccardo nach einer Denunziation auf und überstellte ihn der 2. Kompanie des 1. Bataillons des 2. Regiments der Leibstandarte SS Adolf Hitler unter dem Kommando des SS-Obersturmführers Gottfried Meir, die in der Elementarschule für Mädchen in Intra stationiert war. Die SS-Leute verhörten und ermordeten Riccardo Ovazza am 9. Oktober 1943. Sie verbrannten seine zerstückelte Leiche in der Heizungsanlage im Keller der Schule. Vorher hatten sie Riccardo gezwungen, den Aufenthaltsort seiner Familie zu verraten. Noch am gleichen Tag brach eine SS-Einheit mit einem Lastwagen zum Val Gressoney auf und transportierte seine Familie am nächsten Tag nach Intra.

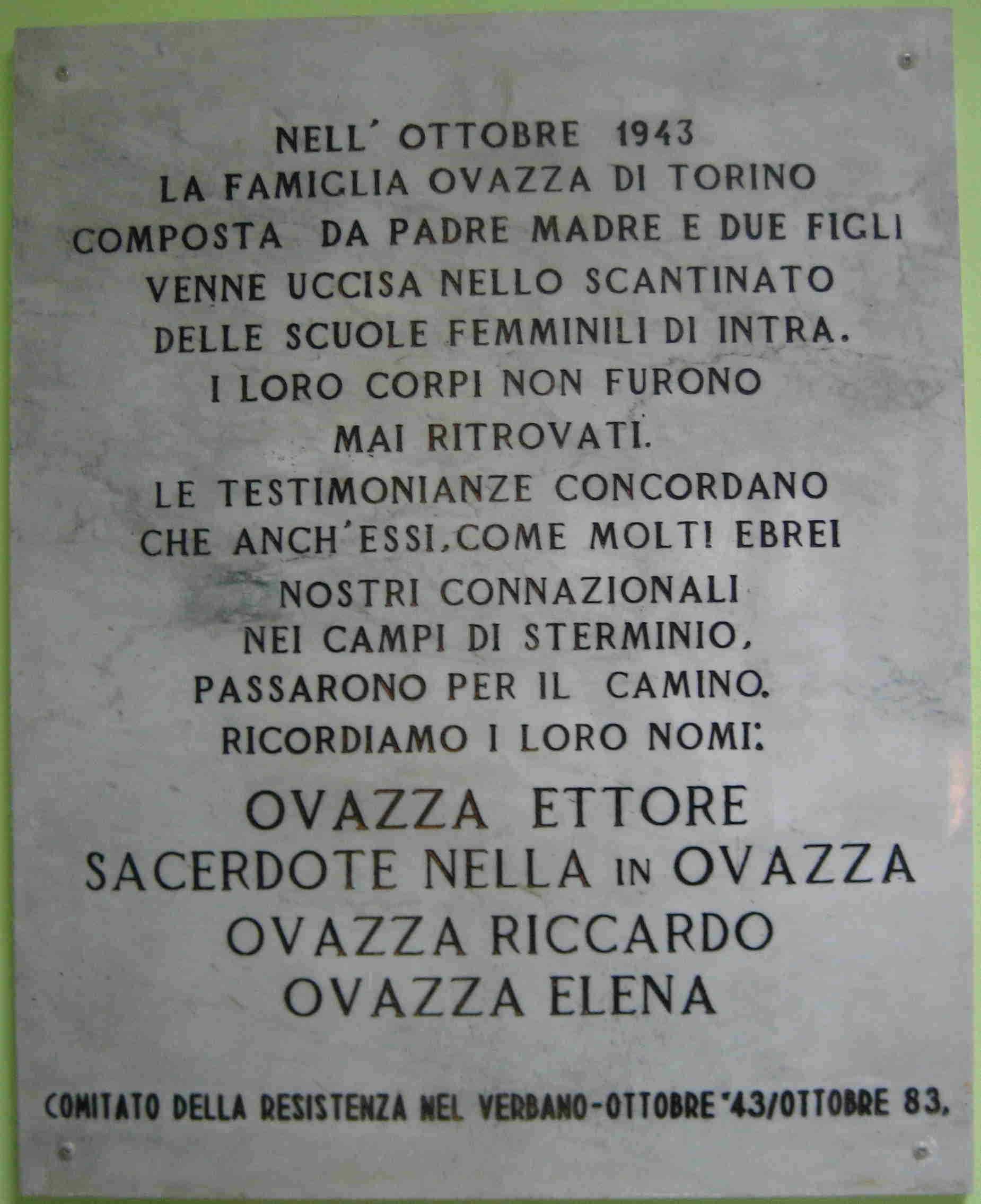
Ovazza Gedenktafel in Verbania Intra

Am 11. Oktober ermordeten die SS-Leute Riccardos Familie ebenfalls in der Schule und verbrannten die Leichen in der Heizung. Das Motiv der Tat war vermutlich auch Habgier gewesen, wie der Historiker Lutz Klinkhammer berichtet.
In Österreich fand im Jahre 1954 vor dem Volksgericht Graz, Außensenat Klagenfurt, ein Prozess gegen den SS-Obersturmführer Gottfried Meir statt, dem zur Last gelegt wurde, als Kommandant für die Morde verantwortlich zu sein. Meir wurde am 4. November 1954 mangels Beweises freigesprochen; für schuldig hielt das Gericht jedoch zwei seiner Untergebenen, die allerdings mittlerweile verstorben waren. Im folgenden Jahr, am 2. Juli 1955, verurteilte das Landes-Militärgericht von Turin (Tribunale Militare di Torino) Meir in Abwesenheit zu lebenslanger Haft, die Republik Österreich lieferte ihn jedoch nicht nach Italien aus. Zwei Versuche, das österreichische Verfahren wieder aufzunehmen, scheiterten in den 1960er Jahren. Meir lebte unbehelligt in Kärnten und war dort als Schuldirektor tätig.
1983 platzierte das „Komitee für den Widerstand gegen die Deutschen am Lago Maggiore“ in der ehemaligen Mädchenschule, die heute das Einwohnermeldeamt beherbergt, eine Gedenktafel aus Marmor zu Ehren der Familie Ovazza.